# Mike Dupke
Mike Dupke (pronuncia-se "DUPP-kee") é um baterista norte-americano que já tocou com bandas como W.A.S.P. e John Cougar Mellencamp.

## Carreira

### Primeiros anos
Estudou na Universidade de Indiana, onde aprendeu bateria com Kenny Aronoff. Com apenas 19 anos, colocou Dupke na percussão na banda de John Mellencamp's ao lado de Kenny por um curto período em 1993, realizando a "Human MTV Rodas especial", o show Arsenio Hall, eo vídeo da música "When Jesus Left Birmingham".

### John Mellencamp
Ele tocou bateria em "L.U.V." de John Mellencamp's Dance Naked and "Gambling Bar Room Blues" em "The Songs of Jimmie Rodgers - A Tribute".

### W.A.S.P.
Juntou W.A.S.P. maio 2006, substituindo o antigo baterista Stet Howland (1991-2005/February 2006) no início de 2006, e foi lá desde então. Dupke fez sua estréia com a gravação W.A.S.P. em 2007 de "Dominator" cd.